# Carsten Lund
Carsten Lund, né le 1er juillet 1963 à Aarhus, au Danemark, est un informaticien théoricien d'origine danoise qui travaille actuellement (en 2015) à Bedminster, dans le New Jersey, aux Laboratoires de AT&T.

## Carrière
Carsten Lund obtient un diplôme de « kandidat » en 1988 à Université d'Aarhus, et un Ph. D. en informatique
à l'Université de Chicago en 1991, sous la supervision de Lance Fortnow (en) et László Babai. Sa thèse, intitulée The Power of Interaction, a été finaliste dans le concours au « Doctoral Dissertation Award » de l'Association for Computing Machinery (ACM).
Il travaille aux Laboratoires AT&T depuis août 1991.

## Travaux
En 1990, Carsten Lund est coauteur de deux communications, au Symposium on Foundations of Computer Science, qui traitent de la caractérisation de diverses classes de complexité en termes de systèmes de preuve interactive,, . C'est un thème faisant alors l’objet d'une grande activité en informatique théorique.
Il est connu pour son travail commun avec Sanjeev Arora, Madhu Sudan, Rajeev Motwani, et Mario Szegedy qui décrit l'existence de preuves vérifiables en probabilité pour les problèmes de la classe NP et qui donne la preuve de la complexité d'algorithmes d'approximation,. Pour cet article, lui et ses coauteurs reçoivent en 2001 le prix Gödel.
Ensuite, Lund a publié de nombreux articles sur la gestion du trafic internet (internet traffic engineering (en)),.

## Publications (sélection)
- Carsten Lund, Lance Fortnow, Howard J. Karloff et link=Noam Nisan, « Algebraic Methods for Interactive Proof Systems », Proc. 31st Annual Symposium on Foundations of Computer Science,‎ 1990, p. 2–10 (DOI 10.1109/FSCS.1990.89518). publié ultérieurement dans le Journal of the ACM en 1991, DOI 10.1145/146585.146605.
- László Babai, Lance Fortnow et Carsten Lund, « Non-Deterministic Exponential Time Has Two-Prover Interactive Protocols », Proc. 31st Annual Symposium on Foundations of Computer Science,‎ 1990, p. 16–25 (DOI 10.1109/FSCS.1990.89520). publié ultérieurement dans Computational Complexity en 1991, DOI 10.1007/BF01200056.
- Sanjeev Arora, Carsten Lund, Rajeev Motwani, Madhu Sudan et Mario Szegedy, « Proof verification and the hardness of approximation problems », Journal of the ACM, vol. 45, no 3,‎ 1998, p. 501–555 (DOI 10.1145/278298.278306, lire en ligne)
- A. Feldmann, A. Greenberg, C. Lund, N. Reingold et link=Jennifer Rexford, « NetScope: traffic engineering for IP networks », IEEE Network, vol. 14, no 2,‎ 2000, p. 11–19 (DOI 10.1109/65.826367).
- A. Feldmann, A. Greenberg, C. Lund, N. Reingold, link=Jennifer Rexford et F. True, « Deriving traffic demands for operational IP networks: methodology and experience », IEEE/ACM Transactions on Networking, vol. 9, no 3,‎ 2001, p. 265–279 (DOI 10.1109/90.929850).